# Slaglille Svæveflyveplads
Slaglille Svæveflyveplads er anlagt i 1972 af Midtsjællands Svæveflyveklub
Vejrforholdene for svæveflyvning er generelt udfordrende på Sjælland, men Slaglille Svæveflyveplads beliggenhed på Midtsjælland mellem Sorø og Ringsted er det vejrmæssigt bedste sted til svæveflyvning på Sjælland.
Pladsens anvendes primært af svævefly. Motorfly er kun tilladt i forbindelse med slæb af svævefly eller sikkerhedslanding.
Pladsen er godkendt til uddannelsesflyvning med svævefly af Dansk Svæveflyver Union.